# العلاقات الليختنشتانية المالية
العلاقات الليختنشتانية المالية هي العلاقات الثنائية التي تجمع بين ليختنشتاين ومالي.

## مقارنة بين البلدين
هذه مقارنة عامة ومرجعية للدولتين:
| وجه المقارنة                                              | ليختنشتاين                                 | مالي            |
| --------------------------------------------------------- | ------------------------------------------ | --------------- |
| المساحة (كم2)                                             | 16                                         | 1.24 مليون      |
| عدد السكان (نسمة)                                         | 37.47 ألف                                  | 18.54 مليون     |
| الكثافة السكانية (ن./كم²)                                 | 234.19 ألف                                 | 14.95           |
| العاصمة                                                   | فادوتس                                     | باماكو          |
| اللغة الرسمية                                             | اللغة الألمانية                            | لغة فرنسية      |
| العملة                                                    | فرنك سويسري                                | فرنك غرب أفريقي |
| الناتج المحلي الإجمالي (بليون دولار)                      | 6.29 مليار                                 | 15.29 مليار     |
| الناتج المحلي الإجمالي (تعادل القوة الشرائية) بليون دولار |                                            | 35.69 مليار     |
| الناتج المحلي الإجمالي الاسمي للفرد دولار أمريكي          |                                            | 724             |
| الناتج المحلي الإجمالي للفرد دولار أمريكي                 |                                            | 1.60 ألف        |
| مؤشر التنمية البشرية                                      | 0.908                                      | 0.419           |
| رمز المكالمات الدولي                                      | +423                                       | +223            |
| رمز الإنترنت                                              | .li                                        | .ml             |
| المنطقة الزمنية                                           | توقيت وسط أوروبا، ت ع م+01:00، ت ع م+02:00 | 00              |

## منظمات دولية مشتركة
يشترك البلدان في عضوية مجموعة من المنظمات الدولية، منها:
| علم المنظمة | اسم المنظمة                   | تاريخ انضمام ليختنشتاين | تاريخ انضمام مالي |
| ----------- | ----------------------------- | ----------------------- | ----------------- |
|             | الاتحاد البريدي العالمي       | ?                       | ?                 |
|             | الاتحاد الدولي للاتصالات      | 25 يوليو 1963           | 21 أكتوبر 1960    |
|             | منظمة حظر الأسلحة الكيميائية  | ?                       | ?                 |
|             | منظمة التجارة العالمية        | ?                       | ?                 |
|             | منظمة الشرطة الجنائية الدولية | ?                       | ?                 |
|             | الأمم المتحدة                 | 18 سبتمبر 1990          | 28 سبتمبر 1960    |